# من العاشرة حتى منتصف الليل (فلم)
من العاشرة حتى منتصف الليل (بالإنجليزية: 10 to Midnight) هو فيلم حركة تم إنتاجه في الولايات المتحدة وصدر في سنة 1983.

## بطولة
- تشارلز برونسون

## الميزانية والإيرادات
بلغت تكلفة إنتاج الفيلم حوالي 4,520,000 (A) دولار بينما حقق أرباحا تقدر بـ 7,175,592 (A) دولار.

## وصلات خارجية
- مقالات تستعمل روابط فنية بلا صلة مع ويكي بيانات